# 文珠駅

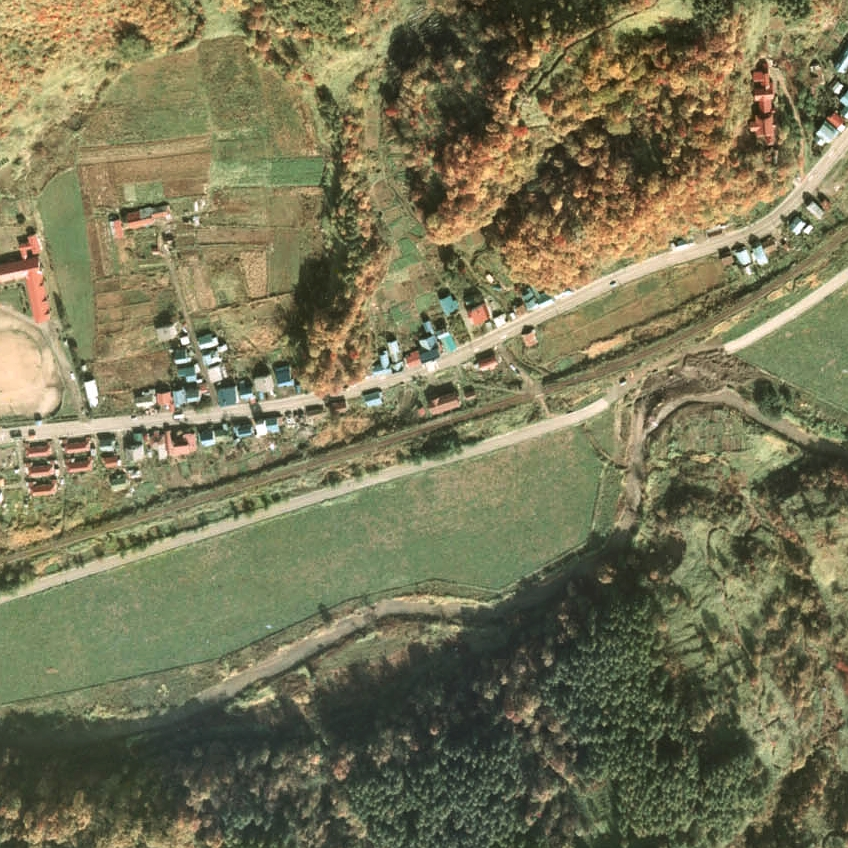
1976年の文珠駅と周囲500m範囲。左が砂川方面。南に見える高台の先に上砂川の市街があり、直線距離にして700 m程しか離れていない。

文珠駅（もんじゅえき）は、北海道空知管内歌志内市字文珠にかつて置かれていた、北海道旅客鉄道（JR北海道）歌志内線の鉄道駅（廃駅）である。電報略号はモユ。事務管理コードは▲131601。

## 歴史
この地域には、三井文珠炭礦や住友歌志内炭礦の炭鉱住宅地が作られていた。この地への駅設置の陳情は、1938年（昭和13年）12月の当時の歌志内村の村長によるもの以来数度に渡って行われてきたが、戦前は実現せず、戦後になって両社の関係者からの強い要望により設置された。

### 年表
- 1946年（昭和21年）11月1日：運輸省（国鉄）歌志内線の文珠仮乗降場（局設置）として、砂川駅 - 神威駅間に開設[1]。
- 1947年（昭和22年）2月20日：一般駅として正式開業[1]。荷物・貨物の取り扱いを開始[1]。
- 1960年（昭和35年）2月10日：民間委託駅化[4]。
- 1961年（昭和36年）2月10日：荷物・貨物の取り扱いを廃止[1][5]。駅員無配置駅となる[6]。
- 1986年（昭和61年）11月：乗車券の発売を停止。
- 1987年（昭和62年）4月1日：国鉄分割民営化により、JR北海道に継承[1]。
- 1988年（昭和63年）4月25日：歌志内線の全線廃止に伴い、廃駅となる[1]。

### 駅名の由来
地域名より。付近の文殊炭鉱に由来する。
もともと当地は開拓初期にもんぺを穿いて炭焼きを生業としていたことから、「モンペの沢」と呼ばれていた。しかし、1895年（明治28年）に大分出身の阿部岩次郎が当地で炭鉱を発見し、1902年（明治35年）に結城虎五郎が譲り受け、西田仁三郎・斉藤知一を加えた3者で共同経営を始めることとなった。これにあたり「三人寄れば文殊（文珠）の知恵」のことわざにちなみ炭鉱名が命名され、その後地域名となった。

## 駅構造
廃止時点で、単式ホーム1面1線を有する無人駅であった。

## 周辺施設
- 北海道道114号赤平奈井江線
- 北海道歌志内高等学校（現・歌志内市立歌志内中学校）
- 北海道中央バス「文珠」停留所

南南西2kmほどのところに上砂川支線東鶉駅があった。

## 駅跡
2021年から2022年にかけて旧歌志内線のうち歌志内市にあった5駅に駅名標レプリカを駅跡地に設置する事業が行われ、当駅にも設置されている（文珠駅には2022年度に設置）。

## 隣の駅
北海道旅客鉄道（JR北海道）
歌志内線
焼山駅 - 文珠駅 - 西歌駅